# 고덕면 (평택시)
고덕면(古德面)은 대한민국 경기도 평택시의 중부에 위치한 면이다. 2021년 11월 15일에 고덕국제신도시 구역(율포리 전부와 여염리, 좌교리 대부분 등)이 고덕동으로 분동되었다.

## 법정리
- 궁리(宮里)
- 당현리(堂峴里)
- 동고리(東古里)
- 동청리(東淸里)
- 두릉리(杜陵里)
- 문곡리(文谷里)
- 방축리(防築里)
- 여염리(余染里)
- 좌교리(坐橋里)
- 해창리(海倉里)

## 교육
- 효덕초등학교 (방축리)
- 한국관광고등학교